# Biharoniscus gericeus
Biharoniscus gericeus is een pissebed uit de familie Trichoniscidae. De wetenschappelijke naam van de soort is voor het eerst geldig gepubliceerd in 1973 door Tabacaru.